# Yatsinda
Yatsinda är ett vattendrag i Burundi.   Det ligger i provinsen Ruyigi, i den centrala delen av landet, 100 kilometer öster om huvudstaden Bujumbura.
Omgivningarna runt Yatsinda är en mosaik av jordbruksmark och naturlig växtlighet. Runt Yatsinda är det ganska tätbefolkat, med 172 invånare per kvadratkilometer.